# Cantone di Éguzon-Chantôme
Il Cantone di Éguzon-Chantôme era una divisione amministrativa dell'arrondissement di La Châtre.
A seguito della riforma approvata con decreto del 18 febbraio 2014, che ha avuto attuazione dopo le elezioni dipartimentali del 2015, è stato soppresso.

## Composizione
Comprendeva i comuni di:
- Badecon-le-Pin
- Baraize
- Bazaiges
- Ceaulmont
- Cuzion
- Éguzon-Chantôme
- Gargilesse-Dampierre
- Pommiers